# 佐藤由美子 (版画家)
佐藤 由美子（さとう ゆみこ、1972年-）は、日本の画家、版画家。 東京都出身、埼玉県春日部市在住。東京藝術大学卒業。

## 来歴
1995年、東京芸術大学美術学部絵画科油画専攻卒業。1997年、東京芸術大学大学院美術研究科版画専攻修士課程修了。
リトグラフによる平面版画作品、製本著作を積極的に展開している。 児童向けの絵画教育・啓蒙活動にも熱心で、井上学園呑竜幼稚園で絵画指導講師を務めるほか、春日部市各地において、子ども絵画教室「ひまわりあとりえ」を主宰している。

## おもな個展実績
- 1996年 「佐藤由美子展」 六本木・ART BOXギャラリー
- 1997年 「ホントイフコ」 銀座・OギャラリーUP・S
- 1999年 「本とコトバ」　銀座・OギャラリーUP・S
- 2000年 「鏡のなかの鏡のなかのワタシ」 外苑前・Gallery ART SPACE
- 2001年 「標・本箱」　銀座・OギャラリーUP・S
- 2002年 「あちらこちらの物差し」 銀座・ART SPACE LIFE=Passage、外苑前・ART SPACE LIFE
- 2003年 「夜が追う」　銀座・OギャラリーUP・S
- 2003年 「空箱　佐藤由美子+中公文庫『神様』川上弘美著」 銀座・Space=Passage
- 2004年 「過ぎてゆく手」 銀座・OギャラリーUP・S
- 2005年 「むかうのくには廻る」東京・Oギャラリー
- 2008年 「佐藤由美子展」 大阪 Oギャラリーeyes
- 2008年 「箱物語」 銀座・Oギャラリー